# 夢追い酒
「夢追い酒」（ゆめおいざけ）は、1978年2月25日に発売された渥美二郎の3枚目のシングル。

## 概要
- 発売当初は鳴かず飛ばずだったが、渥美の全国を回っての地道なプロモーション活動が実り、発売から10か月後の1978年12月に日本有線大賞敢闘賞と全日本有線放送大賞努力賞を受賞。年明けの1979年に入ってからは爆発的な売上となる[3]。
- オリコンチャートでは、発売から約1年経ってトップ10に初登場。西城秀樹「YOUNG MAN (Y.M.C.A.)」・ジュディ・オング「魅せられて」に阻まれて、週間最高位は2位（7週連続）だったが、1979年の年間第1位を獲得した[1]。なお、オリコンの週間順位が最高2位止まりでの年間第1位達成は、オリコン史上初めての出来事である[4]。
- オリコンの100位圏内に109週（1978年3月20日付〜1980年4月14日付）にわたってチャートインするロングセラーとなり[1]、1979年末の『第21回日本レコード大賞』でロングセラー賞を受賞した。
- 累計売上は182.0万枚（オリコン）[1]。公称では約280万枚とされる[5]。1983年時点において、渥美の所属するCBS・ソニー史上、最も売れたレコードの記録を保持していた[6]。
- TBSの『ザ・ベストテン』では、3週連続（1979年5月17日〜5月31日）で10位にランクイン[2]。演歌で最初にベストテン入りした曲である。
- この曲により渥美の念願であった、1979年大晦日の『第30回NHK紅白歌合戦』へ初出場を果たした（2022年現在、渥美自身唯一の紅白出演である）。

## 収録曲
- 両楽曲共に、作詞：星野栄一／作曲：遠藤実

1. 夢追い酒（3分55秒）
編曲：只野通泰
2. おもいで北千住（3分8秒）
編曲：斉藤恒夫

## カバー
- 美空ひばり - 1980年のアルバム『おまえに惚れた』でカバー
- テレサ・テン - 1980年のアルバム『演歌のメッセージ』でカバー
- Pink Panther (พิงค์แพนเตอร์)(タイ語) - 1982年「รักฉันนั้นเพื่อเธอ」
- 香西かおり - 1991年の『綴織百景Vol.1 酒』、1993年の『綴織百景VOL.3 "夢"』でそれぞれカバー
- 千昌夫 - 2009年のアルバム『追悼盤 遠藤実作品集』でカバー
- 西方裕之 - 2010年のアルバム『昭和を歌う ～演歌の王道～』でカバー
- 杉良太郎 - 2011年のアルバム『GOLDEN☆BEST 杉良太郎 1975〜1989 ヒット&カバーコレクション』に収録
- 増位山太志郎 - 2013年のアルバム『～盛り場･旅情歌謡を唄う～』でカバー
- 市川由紀乃 - 2015年のアルバム『唄女 うたいびと ～昭和歌謡コレクション』でカバー
- 氷川きよし - 2015年のアルバム『新・演歌名曲コレクション2 -愛しのテキーロ/男花-』でカバー
- 三丘翔太 - 2016年のアルバム『翔太のお品書き』でカバー
- 福田こうへい - 2017年のアルバム『谺 〜こだま〜蘇る、名曲の数々…』でカバー
- 松尾雄史 - 2020年のアルバム『セカンドアルバム〜すず虫〜』でカバー
- 張明敏（香港）- アルバム『明敏龍情』「難尋舊時夢」（広東語）
- 陳浩德（香港）- アルバム『風飄飄』「難尋舊時夢」（広東語）
- 方伊琪（香港）- アルバム『綠水伴青山』「江水東流」（広東語）
- 甄秀儀（香港）- アルバム『今宵多美妙』 「愁絕黃昏裡」（広東語）
- 鄧麗君（台湾）- アルバム『水上人』 「楓葉飄飄」
- 余天（台湾）- 「追夢」
- 甄鳳蕾（台湾）- 「舊情人」
- 洪榮宏（台湾）- 「夢追酒」
- 葉啓田（台湾）- 「我不是失戀」
- 黃乙玲（台湾）- 「不敢哭出聲」
- 李嵐風（マレーシア）-「春泪」